# Peromyia spinosa
Peromyia spinosa är en tvåvingeart som beskrevs av Jaschhof 2001. Peromyia spinosa ingår i släktet Peromyia och familjen gallmyggor. Arten är reproducerande i Sverige. Inga underarter finns listade i Catalogue of Life.